# Svartahrid
Svartahrid ist eine norwegische Pagan-Metal-Band aus Skien. Viele ihrer Texte befassen sich mit nordischer Mythologie und haben einen antichristlichen Hintergrund.

## Bandgeschichte
Svartahrid wurde im Herbst 1994 von den Mactätus-Mitgliedern Forn und Istar (Finn Tore Kjærsgaard) gegründet. 1996 kamen Illvastar am Bass, sowie Bjørn André am Keyboard zur Band. Im Juni 1998 veröffentlichten sie in Eigenproduktion ihre erste Demo Herskende I Blod. Fünf Monate später unterzeichneten sie einen Vertrag mit dem Label Napalm Records und publizierten ihr, zwischen Januar und März 1999 im Akkerhaugen Lydstudio aufgenommenes, Debütalbum Forthcoming Storm; kurz nach den Aufnahmen verließ Bjørn André die Band. Mit ihrem zweiten Album As the Sunrise Flickers aus dem Jahre 2000 änderte sich der Stil der Band etwas, so spielte in ihrem ersten Album das Keyboard eine große Rollen, welches mit dem Verlassen des Bandmitgliedes Bjørn André 1999 im zweiten Album fast nicht mehr vorhanden ist. Außerdem wurden hier die Gitarrenriffs und der Gesang deutlich aggressiver.
2001 verließ Bassist Ilvastar die Band und wurde durch Frank Iberg ersetzt; 2003 erregte Ilvastar durch Leichenschändungen in einem Krematorium über Norwegen hinaus Aufmerksamkeit, wobei er den Kopf eines Leichnams mitnahm. Laut Forn hatte die Band „zu dem Zeitpunkt schon keinen Kontakt mehr zu ihm“. Ilvastars Tat habe „überhaupt nichts mit einem satanischen Ritual oder so einem Blödsinn zu tun“ gehabt, seine Mittäter seien „alles Skater oder Hip-Hopper, auf jeden Fall Leute, die mit Black Metal oder Satanismus nichts am Hut hatten“.
Im März 2007 veröffentlichten Svartahrid ihr drittes Album Sadness and Wrath, diesmal unter dem Plattenlabel Soulseller Records. Es wurde eigentlich schon 2002/2003 produziert, jedoch nie von ihrem ersten Label veröffentlicht. In diesem Zeitraum wechselten die Band ebenfalls zweimal ihren Bassisten, so verließ Ilvastar 2001 die Band und wurde im selben Jahr von Frank Iberg ersetzt, welcher wiederum nach zwei Jahren die Band verließ. Seit 2004 spielt NidGrim Bass. Das aktuell letzte Album der Band ist Ex Inferi und wurde im Jahr 2010 veröffentlicht.

## Diskografie
- 1998: Herskende i blod (Demo, MC, Eigenvertrieb)
- 1999: Forthcoming Storm (Album, CD, Napalm Records)
- 2000: As the Sunrise Flickers (Album, CD, Napalm Records)
- 2007: Sadness and Wrath (Album, CD, Soulseller Records)
- 2008: Malicious Pride (Album, CD, Soulseller Records)
- 2010: Ex Inferi (Album, CD, Soulseller Records)

Beiträge auf Kompilationen (Auswahl)
- 1999: Forthcoming Storm auf With Us Or Against Us Volume 3 (CD, Napalm Records)
- 1999: Under Den Enoydes Trone auf Born In Fire Volume 2 (CD, Hammerheart Records)
- 2000: By The Northwind auf With Us Or Against Us Volume IV (CD, Napalm Records)